# Monkey Man (película)
Monkey Man (conocida como Monkey Man: El despertar de la Bestia en Hispanoamérica) es una película de thriller de acción dirigido por Dev Patel en su debut como director con un guion de Patel, Paul Angunawela y John Collee a partir de una historia de Patel.   La película está protagonizada por Patel, Sharlto Copley, Pitobash, Sobhita Dhulipala, Sikandar Kher, Vipin Sharma, Ashwini Kalsekar, Adithi Kalkunte y Makarand Deshpande.
Monkey Man se estrenó en South by Southwest el 11 de marzo de 2024 y fue estrenada en cines en los Estados Unidos y Canadá por Universal Pictures el 5 de abril de 2024. La película recibió críticas generalmente positivas de los críticos y recaudó 35,2 millones de dólares en todo el mundo con un presupuesto de 10 millones de dólares.

## Argumento
En una aldea forestal de la India, Kid vive con su madre Neela y se inspira en sus cuentos de Hanuman. Baba Shakti, un despiadado gurú espiritual de la cercana ciudad de Yatana, envía a Rana Singh, el corrupto jefe de policía, a desalojar a los aldeanos y adquirir sus tierras. La aldea es masacrada, pero Neela logra esconder a Kid antes de que ella se resista al intento de Rana de violarla, lo que lo lleva a estrangularla hasta la muerte. Rana prende fuego a su cuerpo y los inútiles intentos de Kid por salvarla le dejan las manos quemadas y con cicatrices.
Años más tarde, Kid trabaja como heel y jobber en el club de lucha clandestino Tiger's Temple, usando una máscara de mono y usando el nombre de ring " Kong ". Kid está decidido a vengarse de Rana, que frecuenta Kings, un burdel de lujo y un antro de cocaína disfrazado de club social . Kid se congracia con la gerente y proxeneta, Queenie Kapoor, al diseñar el robo de su bolso, "encontrarlo" y devolvérselo. Después de persuadirla para que le dé un trabajo como trabajador de cocina de baja categoría, se hace amigo de Alphonso, un gánster que trabaja para Queenie, y le dice que apueste contra él en Tiger's Temple. Kid manipula la pelea en su contra y es ascendido a camarero.
Un niño compra un revólver y entrena a un perro callejero para que lo lleve hasta una puerta trasera para evitar la seguridad. Le sirve a Rana cocaína con lejía en polvo para llevarlo al baño, donde le pueden disparar en privado. Este intento de asesinato fracasa, lo que obliga a Kid a salir del edificio. Huye en el auto rickshaw sobrealimentado de Alphonso; choca y es arrestado, pero escapa. La persecución termina cuando la policía le dispara a Kid y cae a un canal. Es rescatado por Alpha, el guardián de un templo local dedicado a Ardhanarishvara . El templo es un santuario para la comunidad hijra de Yatana, que está siendo atacada por el movimiento nacionalista y ultraconservador hindú de Baba.
Al enterarse de que ahora es un fugitivo buscado, Kid se recupera en el templo. Alpha lo guía a través de una experiencia alucinógena en la que puede afrontar el trauma de la muerte de su madre. Con un nuevo sentido de propósito, Kid se entrena en combate para luchar tanto por él mismo como por los marginados. Cuando el santuario de la hijra se ve amenazado, regresa para luchar en el Templo del Tigre, haciendo una gran apuesta por sí mismo. Inesperadamente derrota a dos caras y sale victorioso con suficiente dinero para salvar el templo de Alpha, la multitud lo vitorea como "Monkey Man" en lugar de "Kong". Durante Diwali, el candidato de Baba es elegido y su partido nacionalista celebra en Kings. Kid blanquea su máscara de mono y, adoptando la identidad de Hanuman, se abre camino hacia el interior con armas improvisadas, junto con Alpha y sus guerreros.
Queenie intenta dispararle a Kid, pero es asesinada por Sita, una de las prostitutas explotadas y compañera de trabajo de Kid. En el fumadero de cocaína, Kid se enfrenta a Rana y lo mata a golpes en una pelea a puñetazos. Utiliza el pulgar cortado de Queenie para acceder al ático y alcanzar a Baba, quien lo hiere con cuchillas escondidas en sus padukas . Kid mata a Baba usando las mismas espadas contra él. Habiendo finalmente vengado la muerte de su madre, Kid colapsa por sus heridas, recordando a Neela y su devoción por Hanuman.

## Reparto
- Dev Patel como Kid/"Bobby"/Monkey Man
  - Jatin Malik como Kid joven
- Sikandar Kher como Rana Singh
- Pitobash como Alfonso
- Ashwini Kalsekar como Queenie Kapoor
- Sobhita Dhulipala como Sita[5]
- Vipin Sharma como Alpha
- Sharlto Copley como Tiger
- Makarand Deshpande como Baba Shakti
- Adithi Kalkunte como Neela
- Pehan Abdul como Lakshmi
- Reva Marchellin como Yummy
- Dayangku Zyana como Priya
- Vijay Kumar como Adesh Joshi
- Jino A. Samuel como Nishit
- Jomon Thomas como	Mirza

El músico Zakir Hussain aparece como un maestro de tabla hijra en un cameo .

## Producción
El 29 de octubre de 2018, se informó que Dev Patel haría su debut como director con una película suspenso y acción titulada Monkey Man, que coescribió con  Angunawela y John Collee, y que iba a protagonizar.   Inicialmente, Patel intentó reclutar al colaborador anterior Neill Blomkamp para dirigir, pero Blomkamp se negó y sugirió que lo dirigiera él mismo.   Hablando de su trabajo en la película, Patel declaró: "Creo que el sistema a veces ha abusado del género de acción. Quería darle alma real, trauma real, dolor real... Y quería infundirle un poco de alma". un poco de cultura." 
Patel había visto a Pitobash Tripathy en Million Dollar Arm (2014) e invitó al actor a una audición para Alphonso.  Vipin Sharma, que tuvo un pequeño papel en Hotel Mumbai (2018) protagonizada por Patel, fue elegido rápidamente como Alpha después de una breve audición.  Antes de su primer papel cinematográfico en Raman Raghav 2.0 (2016), Sobhita Dhulipala había audicionado para Monkey Man antes de conseguir su primer papel cinematográfico en 2016, pero no recibió respuesta del equipo de producción hasta 2019, cuando Patel confirmó que obtuvo el parte de Sita "desde el momento en que vio su audición". 
Inicialmente se estaba preparando para rodar en India a principios de 2020, pero la película se pospuso y casi se canceló como resultado de la pandemia de coronavirus . Patel optó entonces por rodar la película en una pequeña isla de Batam, Indonesia .  Mientras filmaba la primera secuencia de acción, Patel se rompió la mano. 
El 12 de marzo de 2021, se anunció que se había completado el rodaje y que Thunder Road Films había vendido los derechos mundiales a Netflix por 30 millones de dólares.  Sin embargo, Netflix más tarde sintió que la película era demasiado cruda para el público indio y estaba preocupado por su reacción al comentario político de la película, por lo que la buscó silenciosamente y casi canceló el estreno.   Sobre esta decisión, Patel dijo: "[Netflix] realmente no sabía lo que esperaban. La película en sí es mucho más densa y dice mucho... no es la escena de acción habitual en la página uno, y Luego sigues luchando sin parar. Es intentar hacer un poco más".  Algún tiempo después, Jordan Peele vio la película y se unió como productor bajo su estandarte Monkeypaw Productions y persuadió a Universal Pictures (con la que Monkeypaw tiene un acuerdo de exclusividad) para adquirir la película de Netflix por menos de $ 10 millones.  Patel declaró más tarde que Peele "nos sacó de esta cosa que estaba oculta debajo de la alfombra y nos puso encima de la repisa de la chimenea". 

### Banda sonora
Jed Kurzel compuso una nueva banda sonora para la película, reemplazando al compositor original Volker Bertelmann .  La banda sonora incluye una canción de la banda india de folk metal Bloodywood . 

## Temas
Monkey Man explora temas de desafíos sociales, incluida la corrupción, la discriminación, el sistema de castas, la pobreza y las experiencias de la comunidad Hijra en la India. 

## Estreno

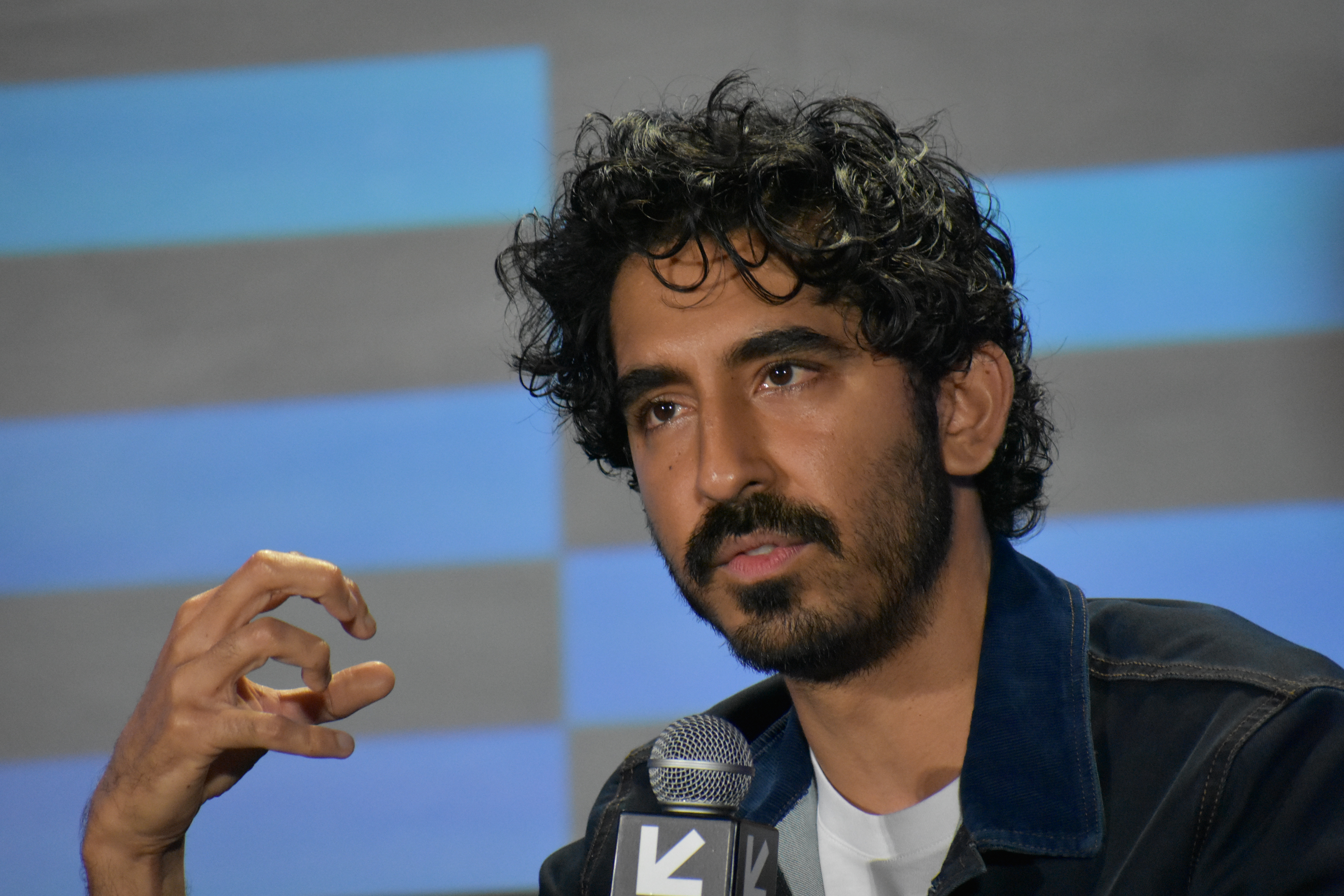
Director Dev Patel en SXSW 2024

Monkey Man tuvo su estreno mundial en South by Southwest el 11 de marzo de 2024. Tuvo su estreno en Sydney el 2 de abril de 2024, al que asistieron Patel y su pareja, la actriz australiana Tilda Cobham-Hervey,  y se estrenó en los cines australianos el 4 de abril  La película fue estrenada en los Estados Unidos, Canadá, el Reino Unido e Irlanda por Universal Pictures el 5 de abril de 2024.  
El estreno de la película en India estaba previsto para el 19 de abril de 2024. Sin embargo, supuestamente se retrasó debido a la preocupación de que la Junta Central de Certificación de Películas exigiera que se hicieran ediciones.    Según un informe de Bollywood Hungama del 31 de marzo, la película aún no había sido certificada por la CBFC.  En artículos para IndieWire y Time, el crítico de cine indio Siddhant Adlakha postuló que el contenido violento y los temas políticos de la película podrían ser la causa fundamental del retraso. 

## Recepción

### Taquillas
A 5 de mayo de 2023, Monkey Man ha recaudado $25.1 millones en Estados Unidos y Canada, y millones en otros territorios, para una recaudación total de $35.2 millones.
En Estados Unidos y Canadá, Monkey Man se estrenó junto con The First Omen y se proyectaba que recaudaría alrededor de 12 millones de dólares en 3.029 salas en su primer fin de semana.  Ganó 4,3 millones de dólares en su primer día, incluidos 1,4 millones de dólares durante sus avances del jueves por la noche. Luego debutó con $ 10,2 millones, terminando segundo detrás del remanente Godzilla x Kong: The New Empire .  En su segundo fin de semana, la película recaudó 4,1 millones de dólares y terminó en sexto lugar. 

### Respuesta crítica
En el sitio web de recopilación de reseñas Rotten Tomatoes, el 89% de las 273 críticas son positivas, con una calificación promedio de 7,2/10. El consenso del sitio web dice: "Un esfuerzo audaz del director debutante Dev Patel, Monkey Man ofrece acción y comentarios sociopolíticos con igual aplomo". Metacritic, que utiliza un promedio ponderado, asignó a la película una puntuación de 70 sobre 100, según sobre 48 críticos, lo que indica críticas "en general favorables". El público encuestado por CinemaScore le dio a la película una calificación promedio de "B+" en una escala de A+ a F. 
Saffron Maeve, que escribe para The Globe and Mail , describió la película como "sólida y amigable para el público", pero que su "sobreedición mareada [...] hace que la experiencia teatral sea agotadora". 
El New York Times escribió: "A medida que la historia se vuelve borrosa, Patel señala el mundo real y añade algo de mitología, pero estos elementos sólo crean expectativas para una historia compleja que nunca emerge. Lo que más se registra es un sentido general de explotación". y desesperación: todo el mundo está siempre presionando a alguien más. Eso le da a la película un pesimismo provocativo".  El Washington Post señaló que " Monkey Man aborda las desigualdades del sistema de castas de la India de manera más directa de lo que cabría esperar. Los destellos de la pobreza de Mumbai son breves pero duros, y en un momento Kid se refugia en un templo de mujeres transgénero maltratadas [...] También está la cuestión del villano principal de la película, Baba Shakti. – un agente de poder ultranacionalista de pelo blanco que provoca un frenesí en las multitudes adoradoras. 
Penelope Debelle escribió en InReview : "Esta película salvaje y elegante... es totalmente brillante y completamente atractiva", y que "Patel transmite la película en todos los sentidos". 